# Nineteen Forever
Nineteen Forever is een nummer van de Britse muzikant Joe Jackson uit 1989. Het is de enige single van zijn elfde studioalbum Blaze of Glory.
"Nineteen Forever" gaat over de desillusie van het 'voor altijd negentien' willen zijn, en over rockers die hun wildste tijd al gehad hebben. Het nummer werd nergens een grote hit. In Nederland werd het wel een klein hitje; het haalde de 27e positie in de Nederlandse Top 40.